# Țagu
Țagu – wieś w Rumunii, w okręgu Bistrița-Năsăud, w gminie Budești. W 2011 roku liczyła 629 mieszkańców.